# 乌尔杜利斯
乌尔杜利斯（西班牙語：Urdúliz）是西班牙巴斯克自治区比斯开省的一个市镇。总面积8平方公里，总人口3142人（2001年），人口密度393人/平方公里。